# Animax
Animax (アニマックス, Animakkusu) est une chaîne de télévision japonaise dédiée à l'anime appartenant à AK Entertainment depuis 2024, filiale de Nojima.
Le siège de la chaine se trouve à Minato, Tokyo, Japon. Ses cofondateurs sont Sony Pictures Entertainment, les studios d'animation Sunrise, Toei Animation, TMS Entertainment, et la société de production et NAS (en).

## Histoire
Animax Broadcast Japan Inc a été créé le 20 mai 1998 (株式会社アニマックスブロードキャスト・ジャパン(Hiragana), Kabushiki-gaisha Animakkusu Burōdokyasuto Japan) sur la plateforme SKY PerfecTV!. 
Animax a annoncé en février 2007 qu'il serait lancé en tant que service de Télévision mobile personnelle en avril 2007 avec le service de radiodiffusion par satellite sur téléphone MOBAHO!.
En février 2017, Sony s'est associé avec Mitsui & Co. dans une co-entreprise pour leurs chaînes respectives Animax et Kids Station,,.
Le 19 décembre 2023, Sony Pictures Entertainment Japan a annoncé qu'il vendrait ses participations dans Animax et sa chaîne sœur Kids Station à la chaîne de magasins électroniques Nojima. La transaction a été finalisée le 1er avril 2024,.
Sony a d'abord créé une nouvelle société appelée AK Media, qui a racheté toutes les actions d'Animax et de Kids Station à leurs anciens propriétaires. La filiale AK Entertainment de Nojima, établie fin 2023 après avoir déjà racheté les chaînes AXN japonaises en 2021, a ensuite racheté AK Media à Sony. Il est supposé qu'Animax a été vendue par Sony pour se concentrer sur ses sociétés mondiales de distribution et de diffusion en ligne d'animes basées aux États-Unis - Funimation (acquise en 2017) et Crunchyroll (acquise en 2021) - qui ont été fusionnées en 2022 dans Crunchyroll LLC et opère en tant que coentreprise avec Aniplex, filiale de Sony Music Entertainment Japan.
En mai 2024, AK Media est absorbé par AK Entertainment.

## Autres pays

Logo de Animax de 2010 à 2013 et jusqu'en 2016 dans certaines versions.

Sony Pictures Television a étendu Animax dans de nombreuses régions du monde. Les différentes versions ont été arrêtées ou vendues.
Il était prévu que la chaîne soit lancée au Royaume-Uni, en Pologne, en Italie, en France et dans plusieurs autres pays.

### Asie
Animax a été lancé en Asie le 11 janvier 2004 à Hong Kong et a été lancé en Asie du Sud le 19 janvier 2004.
Animax est diffusé en HD en Asie depuis le 22 décembre 2015.
Animax et les chaînes de la région de l'Asie ont été vendues à KC Global Media et continuent d'être exploitées sous licence.

### Inde
Une version indienne de Animax a été lancée le 5 juillet 2004.
La chaîne a également été diffusée en Hindi. La chaîne n'est plus disponible en Hindi depuis le 15 août 2006 et cible désormais les 15-24 ans.
Animax a été remplacé par la chaîne pour enfants Sony YAY! (en) le 18 avril 2017. Le contenu de Animax a continué d'être disponible sur la plateforme indienne SonyLIV (en) avec la version asiatique de Animax. À la suite de la vente des chaînes Sony d'Asie, la chaîne est retirée de SonyLIV.
KC Global Media a relancé la chaîne Animax d'Asie en Inde et est disponible sur la plateforme de streaming JioTV le 20 janvier 2023 et la chaîne est également disponible sur Prime Video Channels avec GEM.

### Amérique Latine
En 2005, Sony Pictures Television a acquis la chaîne Locomotion (es) qui diffusait des animés et l'a remplacé par Animax le 31 juillet 2005.
Animax a été remplacé par Sony Spin (en) le 1er mai 2011 en Amérique Latine.

### Corée du Sud

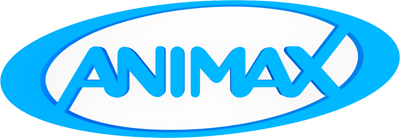
Logo de Animax depuis 2016 en Corée du Sud.

Animax a été lancé en coréen en Corée du Sud le 29 avril 2006.
La chaîne a été vendue en 2020 à KC Global Media comme les autres chaînes du groupe de la région et a été revendue le 21 avril 2023 à JJMediaWorks qui possède Aniplus (en).

### Allemagne
Animax a été lancé en Allemagne dans les régions de Rhénanie-du-Nord-Westphalie et de Hesse sur Unitymedia (de) le 5 juin 2007,. La chaîne est arrivée dans les autres régions du pays en septembre 2012.
Le 1er juillet 2016, la chaîne Animax est arrêtée et un service de vidéo à la demande a été lancé et est devenu plus tard Animax Plus sur Vodafone et Prime Video.
Les services Animax et Wakanim ont fusionné avec Crunchyroll (ainsi que Funimation dans ses régions) et ont été arrêtés le 1er octobre 2022 en Allemagne.

### Espagne et Portugal
Animax a été lancé en Espagne et au Portugal en tant que bloc de programmes sur AXN les fins de semaine de 13h à 16h du 20 octobre 2007 à septembre 2008.
La chaîne Animax a été lancée le 12 avril 2008 en Espagne sur Digital+ et Movistar TV et au Portugal avec Sony Entertainment Television sur Clix et Meo. Au Portugal, la chaîne est lancée sur Zon le 6 avril 2009.
En mai 2011, la version portugaise est remplacée par AXN Black. La version espagnole est fermée le 31 décembre 2013.

### Europe de l'Est
Sony Pictures Television a acquis le bloc A+ Anime de Minimax en 2006. Animax a ensuite été lancé le 2 juillet 2007 en Hongrie, en Roumanie et en République Tchèque en remplacement de A+,, la chaîne diffusait de 20h à 2h en canal partagé avec Minimax (hu).
Animax a cessé d'être diffusé sur Minimax le 31 mars 2014 et a été remplacé par C8 (en),.

### Afrique Subsaharienne
Animax a été lancé en Afrique anglophone le 3 novembre 2007 et a été arrêté le 31 octobre 2010 et remplacé par Sony MAX (en) le 1er février 2011,.

### Italie
Un bloc Animax sur la version italienne de AXN a diffusé des animés en 2008,.

### Crackle
Animax a été ajouté au service de streaming Crackle aux États-Unis et au Canada en janvier 2012. La marque Animax a été retiré de Crackle fin 2013.

### AXN Spin

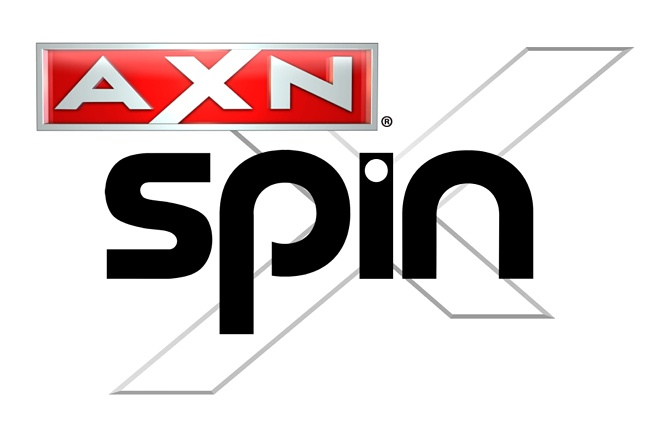
Logo de AXN Spin de 2012 à 2016.

Sony a lancé AXN Spin (en) en Pologne le 11 janvier 2012, une chaîne visant les jeunes reprenant une version similaire de l'habillage international de Animax de 2010 qui diffusait des animés japonais et occidentaux et des séries, proche des versions européennes de Animax.
La chaîne a également été lancée le 1er mars 2013 en Roumanie sur UPC. Le 9 avril 2013, la chaîne a été lancée en Serbie, en Slovénie, au Monténégro, en Croatie, en Bosnie-Herzégovine et en Macédoine du Nord.
Actuellement, la chaîne n'est composée que de rediffusions de AXN et Sony a vendu ses chaînes d'Europe centrale et de l'Est à Antenna Group en octobre 2021.

## Logos

Logo de Animax de 1998 à 2006.
Logo de Animax de 2006 à 2016.
Logo de Animax depuis 2016.

## Diffusions notables
- .hack//SIGN (2002)
- Aishiteruze baby (2004)
- Ashita no Nadja (2003-2004)
- Avenger (2003)
- Basilisk (2005)
- Berserk
- Black Jack (2004-2006)
- Blood+ (2005-2006)
- Brain Powerd (1998)
- Captain Tsubasa
- Cardcaptor Sakura (1998-2000)
- Chibi Maruko-chan
- Chibi Maruko-chan TV 2
- Chobits (2002)
- City Hunter
- Clamp School Detectives
- Code Geass (2006-2007)
- Conan, le fils du futur
- Cowboy Bebop (1998-1999)
- Darker than black (2007)
- Détective Academie Q (2003-2004)
- Détective Conan
- DNA²
- Dragon Ball
- Earth Girl Arjuna (2001)
- Eureka Seven (2005-2006)
- éX-Driver (2000 puis 2002)
- Eyeshield 21 (2005-2008)
- Fancy Lala (1998)
- Flame of Recca
- Fullmetal Alchemist (2003-2004)
- Fushigi Yūgi
- Galaxy Angel
- Galaxy Express 999
- Gankutsuou (2004-2005)
- Geneshaft (2001)
- Georgie
- Get Backers (2002-2003)
- Ghost in the Shell: Stand Alone Complex (2002-2003)
- Ghost in the Shell: Stand Alone Complex 2nd GIG (2004-2005)
- Ghost in the Shell: S.A.C. Solid State Society (2006)
- Great Teacher Onizuka (1999-2000)
- Gundam Wing (Mobile Suit Gundam Wing)
- Gunslinger Girl (2003-2004)
- Hachimitsu to clover (2005-2006)
- Ailes Grises (Haibane renmei) (2002)
- Hayate no gotoku! (2007-2008)
- Hokuto no Ken
- Host Club (2006)
- Hungry Heart (2002-2003)
- Hunter × Hunter (1999-2001)
- Ichigo 100% (2005)
- Initial D (1998 puis 2004-2006)
- Inu-Yasha (2000-2004)
- La Fille des enfers (2005-2007)
- Jubei-chan (1999)
- Kamichu! (2005)
- Kyō kara maō! (2004-2006)
- Kochikame
- La loi d'Ueki (2005-2006)
- Lady Oscar
- Le Chevalier d'Éon (2006-2007)
- Le Prince du tennis (2001-2005)
- Les douze royaumes (2002-2003)
- Mahou shoujo tai Alice
- Marc et Marie
- Maria-sama ga Miteru (2004)
- Maruko
- Meine Liebe (2004-2005)
- Meine Liebe ~Wieder~ (2006)
- Midori Days (2004)
- Mobile Suit Gundam
- Mobile Suit Gundam Seed (2002-2003)
- Mujin wakusei Survive (2003-2004)
- Mushishi (2005-2006)
- Naruto (2002-2007)
- Naruto Shippûden (depuis 2007)
- Neon Genesis Evangelion
- Night Head Genesis (2006)
- Onegai teacher (2002)
- Paradise Kiss (2005)
- Paranoia Agent (2004)
- Persona: Trinity Soul (depuis 2008)
- Pita-ten (2002)
- Princesse Sarah
- Ranma ½
- Read Or Die TV (2003)
- Rurouni Kenshin
- S-CRY-ed (2001)
- Saiunkoku monogatari (2006-2007)
- Samurai 7 (2004)
- Samurai Champloo (2004-2005)
- Shakugan no Shana (2005-2006)
- Shinchan
- Shingetsutan Tsukihime (2003)
- Slam Dunk
- Stratos4 (2003)
- The Big O (1999-2003)
- Tokyo majin gakuen kenpucho (2007)
- Toward the Terra (2007)
- Trinity Blood (2005)
- Tsubasa -RESERVoir CHRoNiCLE- (2005-2006)
- Tsubasa Chronicle (2005-2006)
- Ultra maniac (2003)
- Urusei yatsura
- Victorian Romance Emma (2005)
- Vision d'Escaflowne
- X (2001-2002)
- Yakitate!! Ja-pan (2004-2005)
- YuYu Hakusho
- Witch Hunter Robin (2002)
- Wolf's Rain (2003)
- Zorori le magnifique (2004-2007)